# Róger Cordero Lara
Róger Cordero Lara (* 3. November 1957) ist ein ehemaliger Militär und seit 2011 Abgeordneter in der venezolanischen Nationalversammlung für die Vereinigte Sozialistische Partei Venezuelas (PSUV). Cordero ist ein Volksvertreter für den Bundesstaat Guárico.
Bei den Wahlen für die Nationalversammlung gewann Róger Cordero im zweiten Wahlkreis Guáricos mit 62,28 % der Stimmen.
Diverse Organisationen behaupten, Cordero sei am Cantaura-Massaker beteiligt. Bei diesem Massaker wurde ein Guerrillalager im Bundesstaat Anzoátegui von der venezolanischen Luftwaffe am 4. Oktober 1982 bombardiert. Cordero hat eins der Flugzeuge (eine Rockwell OV-10) geflogen.
Bei dieser Aktion wurden 23 Kämpfer getötet. Die Menschenrechtsorganisation Provea forderte Anfang 2010 die Nationalversammlung auf, die Teilnahme Corderos an diesem Massaker zu untersuchen.